# Marjo Berasategui
Maria Josè Berasategui (Santander, 19 marzo 1973) è un'attrice e modella spagnola.

## Biografia
Da sempre appassionata di danza, ha iniziato come modella nel proprio paese, prima di intraprendere la carriera di attrice. In Italia è stata inviata di Fuego, trasmissione di Italia 1. Nel 1999 viene scelta come protagonista del videoclip del singolo Rewind di Vasco Rossi. 
Ha recitato in pellicole cinematografiche italiane come Fughe da fermo di Edoardo Nesi, Ravanello pallido a fianco di Luciana Littizzetto, La verità vi prego sull'amore del 2001, Ti amo in tutte le lingue del mondo (di e con Leonardo Pieraccioni) del 2005 e Arrivederci amore, ciao del 2006. Ha fatto anche parte del cast delle serie TV Giornalisti e Vento di ponente e della soap opera di Rai 3 Un posto al sole.

## Carriera

### Cinema
- Ravanello pallido, regia di Gianni Costantino (2001)
- La verità vi prego sull'amore, regia di Francesco Apolloni (2001)
- Fughe da fermo, regia di Edoardo Nesi (2002)
- Ti amo in tutte le lingue del mondo, regia di Leonardo Pieraccioni (2005)
- Maskera, regia di Francesco De Lorenzo (2005) - Presentato al Festival di Cannes (2005) e al Festival di Venezia (2006)
- Arrivederci amore, ciao, regia di Michele Soavi (2006)
- La valigia sul letto, regia di Eduardo Tartaglia (2010)
- Una donna per la vita, regia di Maurizio Casagrande (2011)
- Un boss in salotto, regia di Luca Miniero (2014)

### Televisione
- Così vicino, così lontano, regia di Gilberto Squizzato - Rai Uno (1998)
- Giornalisti, regia di Donatella Maiorca e Giulio Manfredonia - Serie TV - Canale 5 (2000)
- Vento di ponente, regia di Gianni Lepre e Alberto Manni - Serie TV - Rai Due (2002)
- Vento di ponente 2, regia di Ugo Fabrizio Giordani e Alberto Manni (8 puntate trasmesse nel 2003 e 10 nel 2004) - Serie TV - Rai Due (2003-2004)
- Un posto al sole, registi vari - Soap opera - Rai Tre
- La nuova squadra - Spaccanapoli, registi vari - Soap opera - Rai Tre (2011)
- Tutti insieme all'improvviso - Serie TV - Canale 5 (2016)
- Baby, regia di Andrea De Sica e Anna Negri - Serie TV - Netflix (2018-2019)

### Altre esperienze
- Rewind - Videoclip di Vasco Rossi - Video , regia M. Salesi (1998)
- Fuego (1997-2000) su Italia 1 - Inviata esterna
- Spanglish - Quando in famiglia sono in troppi a parlare (Spanglish), regia di James L. Brooks (2004) - doppiaggio versione italiana
- Atlantis - L'impero perduto e Atlantis - Il ritorno di Milo - doppiaggio versione italiana
- Pubblicità di Amuchina (2015)
- Bad boys for life (2020) - doppiaggio versione italiana